# Departement Brabant
Het departement Brabant was een departement van het koninkrijk Holland. Het bestond van 1807 tot 1810. De hoofdstad was 's-Hertogenbosch.
Na de oprichting van het koninkrijk Holland in 1806 werd bij wet van 13 april 1807 de departementale indeling van het rijk vastgesteld. Het departement Brabant werd de opvolger van het departement Bataafs-Brabant dat een onderdeel was geweest van het Bataafs Gemenebest.
Het grondgebied van het departement werd uitgebreid met enige plaatsen die in het Bataafs Gemenebest bij andere departementen hadden behoord. Deze uitbreiding had onder meer te maken met de bepaling dat de Maas de noordelijke grens van het departement Brabant zou vormen. De volgende wijzigingen vonden plaats:
- van departement Holland naar departement Brabant:
  - de bovendorpen in het Land van Heusden
  - de plaatsen van het voormalige baljuwschap Zuid-Holland ten zuiden van de Maas (met uitzondering van Werkendam en Dussen):
  - Willemstad, Klundert, Geertruidenberg en Made, Zevenbergen, Hooge Zwaluwe en Lage Zwaluwe
- van departement Zeeland naar departement Brabant: de polder Hinkelenoord
- van departement Gelderland naar departement Brabant: de dorpen Dieden en Oijen
- van departement Bataafs Brabant naar departement Maasland: de dorpen Gansoijen en Hagoort.

Tussen 1807 en 1810 vonden nog de volgende wijzigingen plaats:
- Oeffelt, dat behoorde tot het Franse Roerdepartement, werd op 11 november 1807 overgedragen aan het koninkrijk Holland. Oeffelt werd ingedeeld bij het departement Brabant;
- Luyksgestel, dat behoorde tot het departement Nedermaas, werd op 29 augustus 1808 aan het departement Brabant toegevoegd;
- Lommel werd op 17 oktober 1808 afgestaan aan het departement Nedermaas;
- Nieuw-Vossemeer, dat behoorde tot het departement Zeeland, werd op 9 mei 1809 aan het departement Brabant toegevoegd.

Landdrost van het departement Brabant was Paulus Emanuel Antonius de la Court (8 mei 1807 - april 1810).
Op 16 maart 1810 werd het departement Brabant, samen met andere gebiedsdelen van het koninkrijk Holland ten zuiden van de Waal, het Hollandsch Diep en de Grevelingen, ingelijfd bij het Eerste Franse Keizerrijk. Het voormalige departement werd in twee delen gesplitst. Het deel ten westen van de Donge werd als arrondissement Breda toegevoegd aan het Zuid-Nederlandse departement Twee Neten, dat al vanaf 1795 deel uitmaakte van Frankrijk. Het oostelijk deel van het departement werd samen met het geannexeerde deel van Gelderland ten zuiden van de Waal omgezet in een nieuw Frans departement, Monden van de Rijn.
Amstelland · Brabant · Drenthe · Gelderland · Groningen · Friesland · Maasland · Oost-Friesland · Overijssel · Utrecht · Zeeland